# Fiume Robinson (Australia Occidentale)
Il fiume Robinson (in inglese Robinson River) è un fiume nella regione di Kimberley nell'Australia Occidentale. 
Le sorgenti del fiume sono ubicate nel Van Emmerick Range. Il fiume scorre in direzione ovest attraversando Moondoma Yards, Holmans Crossing e Oombagooma, per poi terminare nell'Oceano Indiano nella Stokes Bay, circa 50 km a nord di Derby.
I tributari del fiume Robinson sono i fiumi Keightly River, Mondooma Creek, Pardaboora River, Tarraji River e Townshend River.